# Utricularia foveolata
Utricularia foveolata este o specie de plante carnivore din genul Utricularia, familia Lentibulariaceae, ordinul Lamiales, descrisă de Michael Pakenham Edgeworth. Conform Catalogue of Life specia Utricularia foveolata nu are subspecii cunoscute.